# Myr Cultura
Myr Cultura (in russo Мир культуры?, Mir kul'tury) è un'associazione internazionale di intellettuali.

## Origini e scopo
È stata costituita a Mosca negli anni ottanta per iniziativa di alcuni tra i maggiori intellettuali sovietici, anche per riunire l'intellighenzia emarginata nei periodi bui del regime con quella ufficiale, e favorire un libero sviluppo culturale idoneo a fungere anche da collante tra le diverse culture della vasta area sovietica e mediare le inevitabili spinte centrifughe conseguenti all'attenuazione delle funzioni di indirizzo e di controllo ad allora esercitate.

## Fondazione
Questo orientamento, favorito da Michail Gorbačëv e caro pure alla di lui moglie Raisa, ha impegnato inizialmente l'accademico Dmitrij Lichačëv di San Pietroburgo, che più tardi diverrà cittadino onorario di Milano, lo scrittore Nikolaj Sanvelian, che da ragazzo, durante la campagna di Russia nel secondo conflitto mondiale, è stato salvato dall'italiano Mario Rigoni Stern, e Giancarlo Pallavicini, economista italiano e scrittore, che fungeva da consulente del Governo sovietico per l'avvio della perestroika e che dal 1992 è subentrato a Lichačëv e Sanvelian alla presidenza dell'associazione.

## Adesioni
In breve all'Associazione Internazionale degli Intellettuali "Myr Cultura" si associò gran parte dell'"intellighenzia" ufficiale od emarginata, rappresentativa della letteratura, della musica e del teatro, della pittura e della scultura, nonché dell'ambiente scientifico, filosofico, sociologico ed accademico.
Tra gli altri vi aderirono sin dall'avvio l'umanista e filosofo Sergej Averincev, che in Italia ha ricevuto il Premio Agnelli, gli scrittori Fazil' Iskander, Andrej Bitov, Gennadij Ajgi e gli italiani Giancarlo Pallavicini, Alberto Moravia e Mario Rigoni Stern, il poeta Bulat Okudzhava, i musicisti Pierre Boulez e Alfred Schnittke, il concertista Nikolaj Petrov, il direttore Jurij Lubimov, i pittori Louis Ortega a Igor' Ganikovskij, i Metropoliti Filarete di Minsk e Pitirim di Volokolamsk, nonché Elena Klionskaja, Sofija Gubajdulina, Igor' Zolotusskij, Aleksej Golovin, Gennadij Roždestvenskij, Edison Denisov, Graham Greene, Michail Gasparov, Van Cliburn, Krzysztof Penderecki, Wolfgang Oberlinger, Waldemar Sivinski. Più avanti, tra i soci collettivi, vi aderirono anche enti ed istituzioni culturali e scientifiche, nonché "Incombank", una delle prime banche private.

## Sede
Il Ministero della Cultura assegnò a "Myr Cultura" alcuni spazi nella propria sede di Via Arbat, destinati al Consiglio presidenziale, mentre il Conservatorio Čajkovskij di Mosca mise a disposizione la Sala Rachmaninov per riunioni e concerti ed una palazzina decentrata per gli uffici operativi. In un secondo tempo, con la Direzione di Anatolj Zolotov, la sede venne trasferita presso la Casa Centrale dei Giornalisti, dotata di locali di rappresentanza, sala riunioni, teatro, ristorante e sala da the.

## Attività
All'avvio della perestrojka L'Associazione ha raccolto in una "banca dei manoscritti" alcune decine di migliaia di opere inedite di scrittori e pensatori dell'area sovietica,in gran parte donate dagli autori o dalle loro famiglie, ed ha acquistato i diritti d'autore di numerose opere e l'esclusiva dei diritti di scrittori di alto rilievo, compreso Dmitrij Lichačëv, considerato uno dei massimi riferimenti culturali dell'intera nazione. Diversi lavori sono stati pubblicati dall'editrice di "Myr Cultura", unitamente a periodici di letteratura ed arte, tra i quali l'"Almanacco annuale" distribuito in Russia e nel Mondo a partire dal
1992, che ha costituito un riferimento culturale ed artistico per l'intera area russa.
Nel corso della prima visita a Roma di Gorbačëv, Myr Cultura gli ha ufficialmente consegnato, a nome degli intellettuali-creativi del mondo, un programma culturale, chiamato "Manifesto dei tre" dai firmatari fondatori dell'associazione, che il portavoce russo Zagladin ha presentato alla stampa mondiale al Foro Italico, come istanza di libertà culturale per la Russia e per il mondo.
Per incarico del Governo russo, e con la fattiva presenza del Primo Ministro Viktor Černomyrdin, nel maggio 1996 "Myr Cultura" ha riunito al Teatro Bol'šoj le diverse componenti culturali dell'area ex sovietica, per la definizione di una comune azione a sostegno della cultura e delle attività artistiche nella Federazione Russa e nell'area della Comunità degli Stati Indipendenti. In quegli anni l'attività dell'Associazione si è articolata per segmenti specializzati, dando vita a numerose strutture autonome per la pittura, con esposizione permanente all'interno del Cremlino, per la musica, alla Sala Rachmaninov del Conservatorio, per la letteratura, al Teatro di Via Arbat. In seguito a donazioni delle famiglie di artisti scomparsi, ha organizzato musei locali in diverse aree della Russia. Inoltre, ha realizzato numerose esposizioni di arte russa nei Paesi dell'Europa occidentale, Italia compresa, e negli Stati Uniti. Ha altresì avviato iniziative con vari organismi culturali nel mondo, tuttora operanti, soprattutto attraverso le proprie Filiali.

## Internazionalizzazione
Negli anni '90 l'Associazione "Myr Cultura", già presente in diverse città, come Donec'k, Kiev, Leopoli, Leningrado ha ottenuto il riconoscimento come istituzione internazionale, a seguito dello sviluppo di Filiali in numerosi Paesi dell'Occidente europeo, tra i quali Italia e Francia, nella Germania Est, Polonia, Lituania e negli Stati Uniti.

## Filiale in Italia
La Filiale in Italia ha collaborato e collabora con l'Accademia di Studi Mediterranei di Agrigento, con il Centro Culturale di Milano, con Fondazioni e Centri culturali del Bresciano, dell'area Sebino/Franciacorta e della Brianza, grazie anche all'iniziativa di numerosi enti pubblici locali. Ha ospitato in Italia per conferenze e iniziative culturali gli storici umanisti Dmitrij Lichačëv e Sergej Averincev, lo scrittore Nikolaj Sanvelian, il concertista Nikolaj Petrov, gli economisti Leonid Abalkin, Jurij Jakovec, Boris Mil'ner, Abel Agabegjan, Timur Timofeev e Nikolaj Smeliov, il pittore Igor' Ganikovskij ed ha promosso in diverse città italiane manifestazioni culturali, quali concerti e mostre di pittura e di arte sacra russa. Essa è guidata da un Consiglio presieduto da Consuelo Pallavicini.